# Exserticlava vasiformis
Exserticlava vasiformis är en svampart som först beskrevs av Matsush., och fick sitt nu gällande namn av S. Hughes 1978. Exserticlava vasiformis ingår i släktet Exserticlava, divisionen sporsäcksvampar och riket svampar.   Inga underarter finns listade i Catalogue of Life.